# جيرانيول
الجيرانيول هو أحادي تربينويد وكحول. هو المُكون الأساسي في زيت الورد، وزيت تبن الجمل، وزيت السيترونيلا (من نوع جافا). كما يوجد بكميات صغيرة في زيت اللقلقي، وزيت الليمون، والعديد من الزيوت العطرية. للجيرانيول مظهر زيتي شفاف أو أصفر باهت، وهو غير قابل للذوبان في الماء، ولكنه يذوب في معظم المُذيبات العضوية الشائعة. رائحته تشبه رائحة الورد ويشيع استخدامه في العطور. كما يُستخدم في المنكهات مثل نكهة الخوخ، وتوت العليق، والجريبفروت، والتفاح الأحمر، والبرقوق، والحامض، والبرتقال، والليمون، والبطيخ، والأناناس، والتوت الأزرق. 

## التاريخ
يرتبط البحث في الجيرانول ارتباطًا وثيقًا بالحاجة إلى زيت الورد. وفقًا للأسطورة ، تم اكتشاف زيت الورد في عهد جهانجير من إمبراطورية المغول بين عامي 1605 و 1627. وبناءً على ذلك لاحظت زوجته نور جهان قطرات زيت في حمام ماء الورد لديها وأمرت بجمع تلك المادة. ثم وصلت عملية استخراج زيت الورد إلى تركيا وبلغاريا عن طريق التجار المسلمين. أصبح زيت الورد من هذه المنطقة سلعة في أوروبا في القرن السابع عشر.  ومع ذلك ، ربما يكون التقطير بالبخار لبتلات الورد للحصول على زيت الورد أقدم بكثير. في هارابا على سبيل المثال ، تم العثور على أواني فخارية كانت تستخدام لهذا الغرض من قبل حضارة السند - حوالي 5000 قبل الميلاد. 
يمكن العثور على أدلة على استخدام زيت الورد وبالتالي الجيرانول كمنتج طبي في وقت مبكر من القرن التاسع. في ذلك الوقت ، كان العالم العربي والطبيب الكندي يصف بالفعل منتجات الورد لآلام المعدة والقرحة وأمراض الكبد والفم والتهاب الحلق ، ويستخدم زيت الورد كعنصر في مراهم البواسير.  منذ القرن الأول وصف الإغريقي Pedanios Dioskurides ، الذي يعتبر رائدًا في علم العقاقير ، استخدام الورود المغلية في النبيذ لعلاج الصداع والأمراض الأخرى.
نظرًا لأن هناك حاجة إلى حوالي خمسة أطنان من بتلات الورد لإنتاج كيلوغرام واحد من زيت الورد ، فقد بحث العطارون عن بدائل أرخص. في عام 1819 تم الحصول على زيت عطري من أوراق  Pelargonium Gravolens، والتي تحتوي على ما يصل إلى 75٪ من الجيرانول. تحتاج تلك الطريقة حوالي طن من الأوراق لتحضير كيلوغرام واحد من الجيرانيول. 
أوسكار جاكوبسن عزل الجيرانيول  في عام 1871 بالتقطير الجزئي من زيت إبرة الراعي الهندي.  أظهر أنه كحول وقام بتحضيره عن طريق التسخين باستخدام خامس أكسيد الفوسفور وكلوريد الزنك  حيث  حصل جاكوبسن على مركب أطلق عليه اسم نبات إبرة الراعي. أظهر أن الجيرانول يتحد مع كلوريد الكالسيوم لتكوين مركب يتحلل عند إضافة الماء وهو مناسب لفصل الجيرانول عن المكونات الأخرى للزيوت الأساسية.

## الاستخدام
أثبتت الأبحاث أن الجيرانيول طادر ناموس نباتي الأصل  فعَال. ولكن يُمكن أن يجتذب هذا العطر النحل لأنه يُنتج من الغدد العطرية في نحل العسل والتي يستخدمها النحل في تمييز زهوره التي بها الرحيق ومعرفة موقع الخلايا الخاصة بهم.
عادة ما يوجد الجيرانيول طبيعيًا في التبغ المعتق لمدة طويلة، كما أنه يُستخدم في الإضافات على السجائر لتحسين طعمها.